# تحالف سنجار
قيادة ايزيدخان لتحرير سنجار (بالكردية: Fermandariya Êzîdxana Ji Bo Rizgariya Şengalê)‏، المعروفة باسم تحالف سنجار (بالكردية: Fermandariya Hevbeş a Şengalê)‏، هي قيادة مشتركة لمليشيات إيزيدية ثلاثة في البداية، تشمل وحدات مقاومة سنجار (YBŞ)، ووحدات نساء ايزيدخان (YJÊ). المدعومة من قبل حزب العمال الكردستاني (PKK).
تم إنشاء التحالف في الأصل في أكتوبر 2015،  بعد مذبحة سنجار في أغسطس 2014،  وشمل قوة حماية ايزيدخان (HPŞ)، والتي قدمت في الواقع أكبر مجموعة من المقاتلين (زعمت في وقت العملية 5000 من بينهم حوالي 400 امرأة). ومع ذلك، تركت قوة حماية ايزيدخان التحالف في أوائل عام 2017 بسبب الاختلافات الأيديولوجية مع باقي الميليشيات المدعومة من حزب العمال الكردستاني. هدف التحالف هو إقامة كونفدرالية ديمقراطية في منطقة حكم ذاتي للايزيديين في سنجار.